# Diemerswil

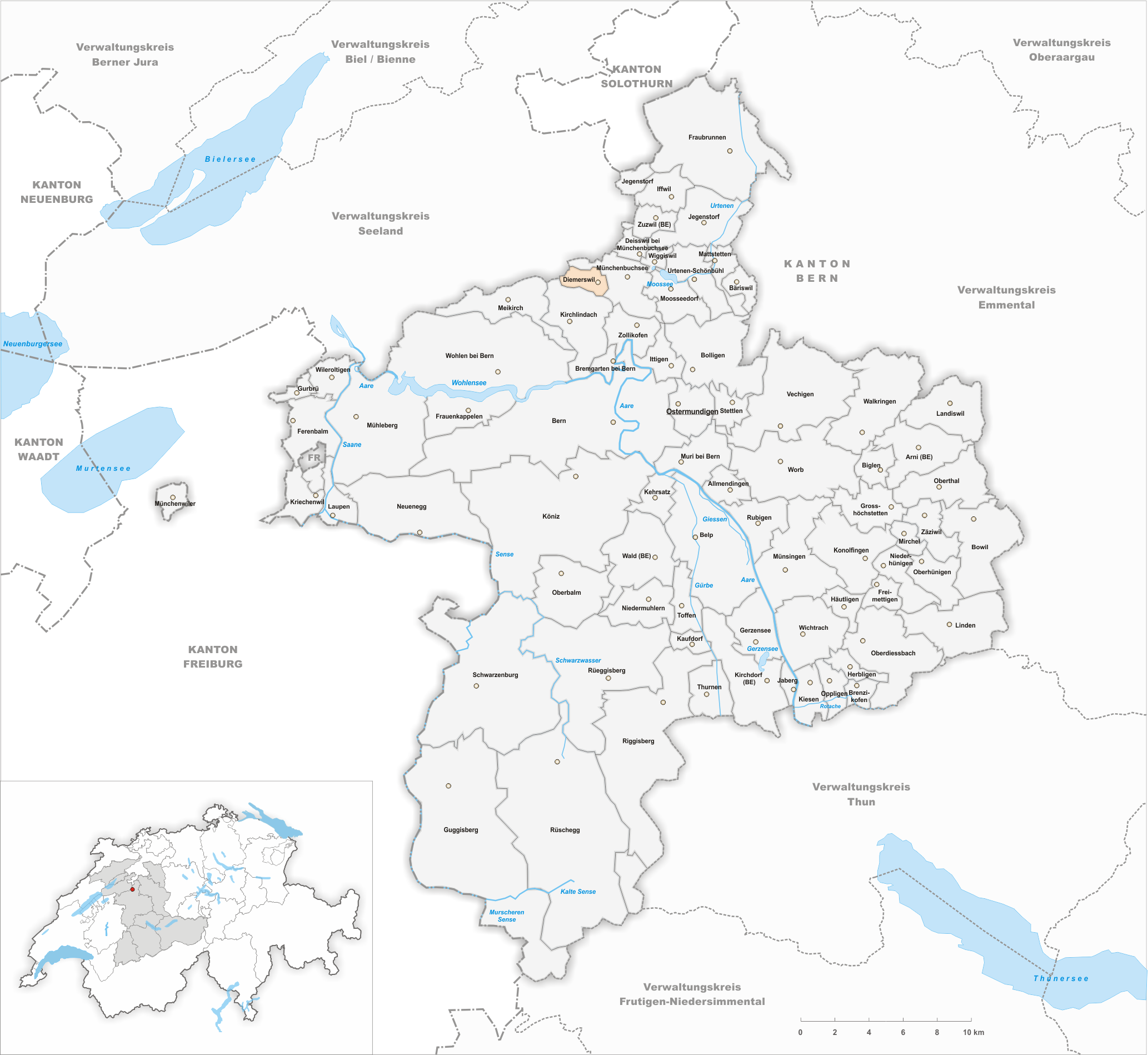
Gemeindestand vor der Fusion am 1. Januar 2023

Diemerswil ist eine Ortschaft in der politischen Gemeinde Münchenbuchsee im Verwaltungskreis Bern-Mittelland des Schweizer Kantons Bern. Bis zum 31. Dezember 2022 war Diemerswil eine eigene politische Gemeinde. Am 1. Januar 2023 fusionierte sie mit der Gemeinde Münchenbuchsee.

## Geographie
Diemerswil liegt auf 600 m ü. M., 8 km nördlich der Kantonshauptstadt Bern (Luftlinie). Das kleine Bauerndorf erstreckt sich an einem sanft geneigten Hang auf der Ostabdachung des Frienisbergplateaus, südlich des Moosseetals, im Schweizer Mittelland.
Die Fläche des 2,86 km² grossen, ehemaligen Gemeindegebiets umfasst einen Abschnitt des zentralen Berner Mittellandes. Der Boden des Dorfes erstreckt sich vom Ortsrand von Münchenbuchsee westwärts über den Hang von Diemerswil mit der Fläche des Mettlenfeldes bis auf die Höhen des Frienisbergs beim Cholholz und dem Chüewald. Mit 670 m ü. M. wird oberhalb des Cholholzes die höchste Erhebung von Diemerswil erreicht. Die nördliche Begrenzung bildet ein zum Einzugsgebiet des Moosseetals gehörender Bach, welcher das Mettlenfeld vom Waldrücken Bärenried trennt. Von der damaligen Gemeindefläche entfielen 1997 5 % auf Siedlungen, 20 % auf Wald und Gehölze und 75 % auf Landwirtschaft.
Diemerswil besteht aus den nahe beieinander gelegenen Häusergruppen Dörfli, Wydacker, Riedmatt, Moos sowie den Aussensiedlungen Mettlen (608 m ü. M.) und Cholholz (660 m ü. M.). Nachbargemeinden von Diemerswil sind Münchenbuchsee, Kirchlindach und Schüpfen.

## Bevölkerung
Mit 205 Einwohnern (31. Dezember 2022) gehörte Diemerswil zu den kleinen Gemeinden des Kantons Bern. Von den Bewohnern waren im Jahr 2000 97,6 % deutschsprachig, 1,8 % französischsprachig, und 0,6 % sprachen Portugiesisch. Die Bevölkerungszahl von Diemerswil belief sich 1850 auf 245 Einwohner, 1900 auf 250 Einwohner. Im Verlauf des 20. Jahrhunderts nahm die Bevölkerungszahl bis 1980 durch starke Abwanderung um über 40 % auf 145 Personen ab. Seither wurde wieder eine leichte Bevölkerungszunahme verzeichnet.

## Politik
Die Wähleranteile der Parteien anlässlich der Nationalratswahlen 2019 betrugen: SVP 39,0 %, FDP 13,5 %, GPS 12,5 %, glp 12,4 %, BDP 9,1 %, SP 7,7 %.

## Wirtschaft
Diemerswil war bis in die zweite Hälfte des 20. Jahrhunderts ein vorwiegend durch die Landwirtschaft geprägtes Dorf. Noch heute haben der Ackerbau, der Obstbau sowie die Milchwirtschaft einen wichtigen Stellenwert in der Erwerbsstruktur der Bevölkerung. Weitere Arbeitsplätze sind im lokalen Kleingewerbe und im Dienstleistungssektor vorhanden, unter anderem in einem Betrieb der Informatik. In den letzten Jahrzehnten hat sich das Dorf zu einer Wohngemeinde entwickelt. Viele Erwerbstätige sind deshalb Wegpendler, die hauptsächlich in der Agglomeration Bern arbeiten.

## Verkehr
Diemerswil liegt abseits der grösseren Durchgangsstrassen an einer Verbindungsstrasse von Münchenbuchsee nach Meikirch. Der nächste Anschluss an die Autobahn A6 (Bern–Biel) befindet sich rund 4 km vom Ortskern entfernt. Diemerswil besitzt keine Anbindung an das Netz des öffentlichen Verkehrs; Bushaltestellen und eine Bahnstation gibt es im nahen Münchenbuchsee.

## Geschichte

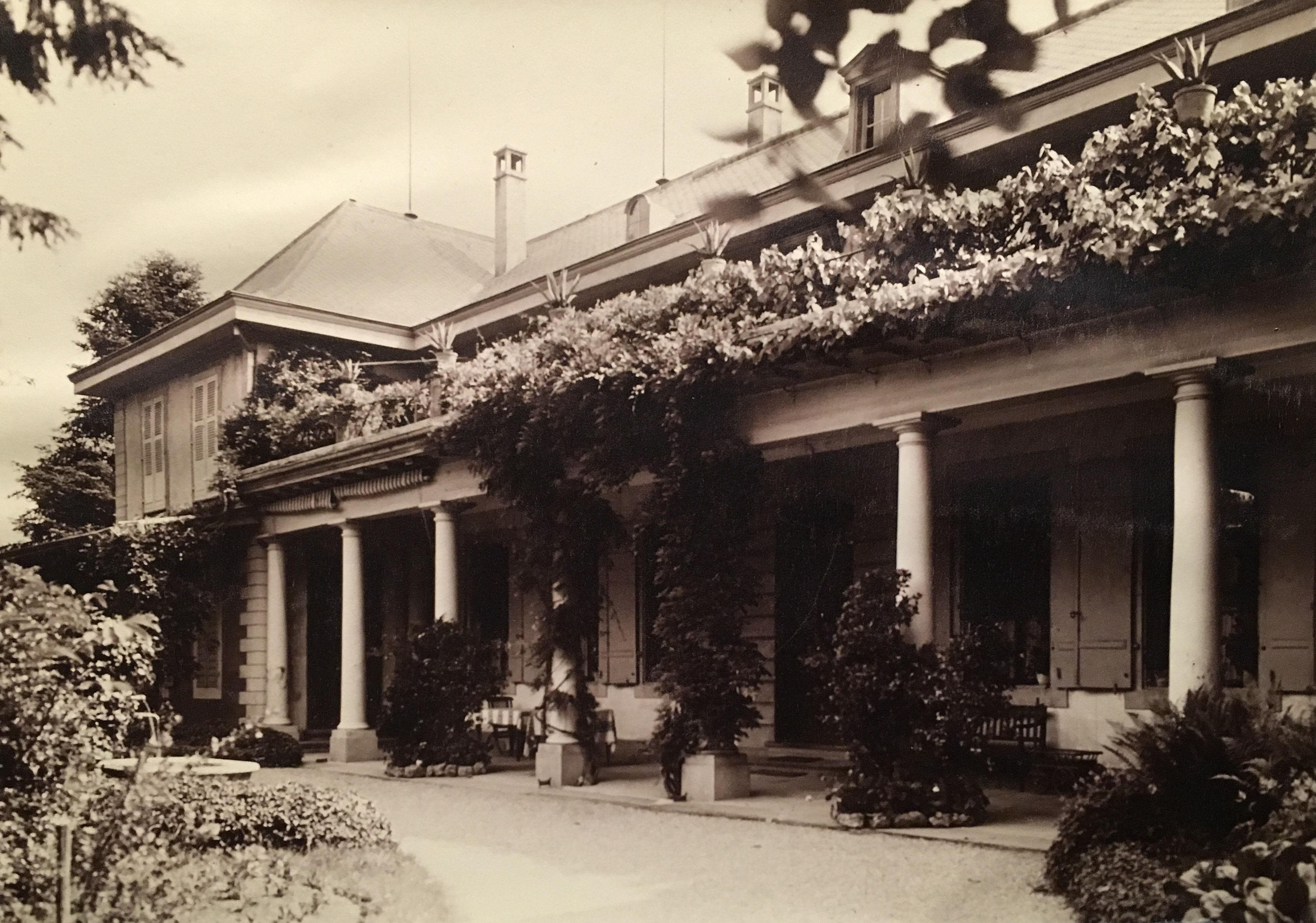
Campagne Diemerswil, Péristyle (um 1900)

Der Fund eines Hügelgrabes aus der Hallstattzeit mit Wagenbestattung im Brandwald deutet auf eine frühe Besiedlung des Gemeindegebietes hin. Die erste urkundliche Erwähnung des Ortes erfolgte 1257 unter dem Namen Diemarswile. Später erschienen die Bezeichnungen Ditmarswile (1275), Dyemerswil (1299) und Diemerswile (1302). Der Ortsname geht auf den althochdeutschen Personennamen Dietmar zurück und bedeutet demnach beim Gehöft des Dietmar.
Seit dem Mittelalter unterstand Diemerswil der Grundherrschaft der Grafen von Kyburg. Im 13. Jahrhundert gelangte die Grundherrschaft an die Johanniterkommende Münchenbuchsee. Seit 1406 oblag die Oberhoheit über das Gebiet bei der Stadt Bern. Nachdem die Komturei 1528 säkularisiert worden war, wurde Diemerswil der Landvogtei Münchenbuchsee im Landgericht Zollikofen zugeteilt.
Nach dem Zusammenbruch des Ancien Régime (1798) gehörte das Dorf während der Helvetik zum Distrikt Zollikofen und ab 1803 zum Oberamt Fraubrunnen, das mit der neuen Kantonsverfassung von 1831 den Status eines Amtsbezirks erhielt. Auf Gemeindeebene bestand bereits vor der Fusion 2023 eine enge Zusammenarbeit mit dem benachbarten Münchenbuchsee.
Die ursprünglich aus dem 18. Jahrhundert stammende Campagne Diemerswil (sog. Schloss) wurde 1969 zerstört.

## Wappen
| Wappen von | Blasonierung: «Geteilt von Rot, mit einem durchgehenden silbernen Kreuz, und von Silber mit einer roten, goldbesamten Rose an einem grünen Zweig.» |
| Wappen von | Wappenbegründung: Das weisse Kreuz im roten Feld ist das Wappen des Johanniterordens, der vor 1528 zu Diemerswil Grundherr war. Die Rose ist dem Wappen der Familie von Fellenberg entnommen, welche die Campagne Diemerswil besass. Das Wappen wurde 1932 geschaffen. |

## Sehenswürdigkeiten
In den Weilern sind einige charakteristische Bauernhäuser im bernischen Landstil aus dem 18. und 19. Jahrhundert erhalten. Diemerswil besitzt keine eigene Kirche, es gehört zur Pfarrei Münchenbuchsee.